# Ридольфо дель Гирландайо
Ридольфо дель Гирландайо (итал. Ridolfo del Ghirlandaio; 4 февраля 1483, Флоренция — 6 июня 1561, Флоренция) — итальянский живописец флорентийской школы из художественной семьи Гирландайо, сын знаменитого Доменико ди Бигорди по прозванию Доменико Гирландайо.

## Биография
Ридольфо родился во Флоренции. Ему было одиннадцать лет, когда умер отец, поэтому Ридольфо воспитывал его дядя Давид Гирландайо, также художник; вероятно, он же дал мальчику первые уроки живописи. По сообщению Джорджо Вазари, далее будущий художник проходил обучение в мастерской фра Бартоломео. Во время пребывания во Флоренции Ридольфо подружился с Рафаэлем Санти. Испытал влияние творчества Пьеро ди Козимо. На предложение Рафаэля переехать к нему в 1508 году из Флоренции в Рим ответил отказом, опасаясь потерять собственную манеру и стиль.
Ридольфо получил известность выполнением работ для различных придворных церемониалов, таких как свадьба Джулиано Медичи или въезд папы Льва X во Флоренцию в 1515 году. К 1527 году он уже накопил состояние, более чем достаточное для поддержания большой семьи из пятнадцати детей. Его сыновья торговали во Франции и в Ферраре, а сам он принимал участие в торговых делах. На семейной вилле в (Colle Ramole) Колле-Рамоле, недалеко от Флоренции, сохранилась капелла с фресками Ридольфо, изображающими Деву Марию с Младенцем и святыми.
Ридольфо дель Гирландайо был главой процветающей мастерской, среди его учеников были Микеле Тозини, Доменико Пулиго, Бартоломео Гетти, Антонио дель Черайоло, Тото дель Нунциата, Мариано Грациадеи да Пешиа, Карло Портелли и другие.

## Творчество
Первая самостоятельная работа художника — «Мадонна» для собора в Прато (1507). В середине 1510-х годов Ридольфо пережил период становления и признания, расписывая фресками капеллу Приоров в Палаццо Веккьо (1514) и Папскую капеллу в церкви Санта-Мария-Новелла (1514) — последняя работа в сотрудничестве с молодым Понтормо.
Его работы, написанные между 1504 и 1508 годами, демонстрируют заметное влияние фра Бартоломео и Рафаэля, с которыми он дружил. Во Флоренции он стал одним из самых выдающихся художников запрестольных образов, фресок и портретов, многие из которых сохранились. Он отличился портретом Христофора Колумба. В 1511 году создал алтарный образ Мадонны с Младенцем на троне и святыми для церкви Сант-Агостино в Сан-Джиминьяно. Для церкви Сант-Агостино-ин-Колле-ди-Валь-д’Эльза Ридольфо написал картину «Пьета» (Оплакивание Христа, 1521).
В 1543 году он закончил работу над фресками в монастыре Санта-Мария-дельи-Анджели во Флоренции. Многие из его поздних работ были завершены его учеником и наследником Микеле Тозини, которого также прозвали Микеле ди Ридольфо дель Гирландайо из-за его близких отношений с Ридольфо.
В Зале Капитула Чертоза-ди-Фиренце есть два алтарных образа, приписываемые Ридольфо. Другие работы можно найти в церквях Санто-Спирито, в Оньиссанти, в Национальном музее Сан-Марко, в Палатинской галерее, в приходской церкви Сан-Пьетро-а-Пициана (Реджелло), в городском музее Пистойи и Прато, многих других храмах и музеях.
В 1517 году он написал два больших алтаря: «Святой Зиновий, воскрешающий ребёнка» и «Перенесение тела святого Зиновия». Эти картины, которые сейчас находятся в Галерее Академии во Флоренции, вначале примыкали к большому «Благовещению» Мариотто Альбертинелли, теперь также находящемуся в Академии.
Помимо живописи, Ридольфо также экспериментировал с мозаикой, но до наших дней сохранилась только одна такая работа — «Благовещение» в церкви Сантиссима Аннунциата во Флоренции. Наиболее значительные работы Ридольфо относятся к периоду Высокого Возрождения. Произведения Гирландайо, созданные после смерти Рафаэля, воспроизводят многие достижения живописи тосканской школы этого периода, но в отношении оригинальности уступают его ранним работам.
В Санкт-Петербургском Эрмитаже хранятся две картины Ридольфо дель Гирландайо, причём одна из них («Портрет старика») ранее приписывалась Рафаэлю, а затем Франческо Убертини.

## Галерея

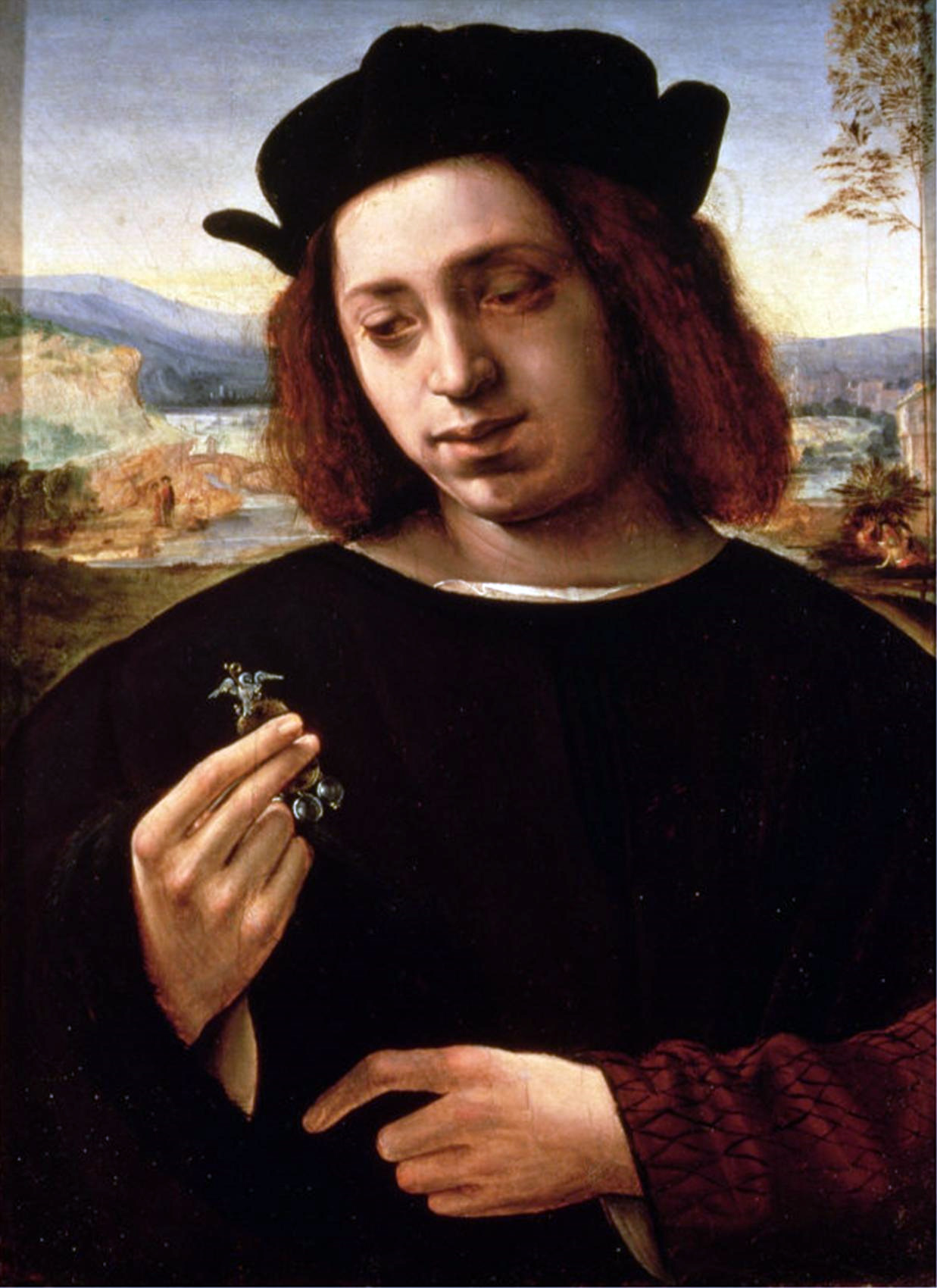
Портрет ювелира. 1505—1510. Холст, масло. Палаццо Питти, Флоренция
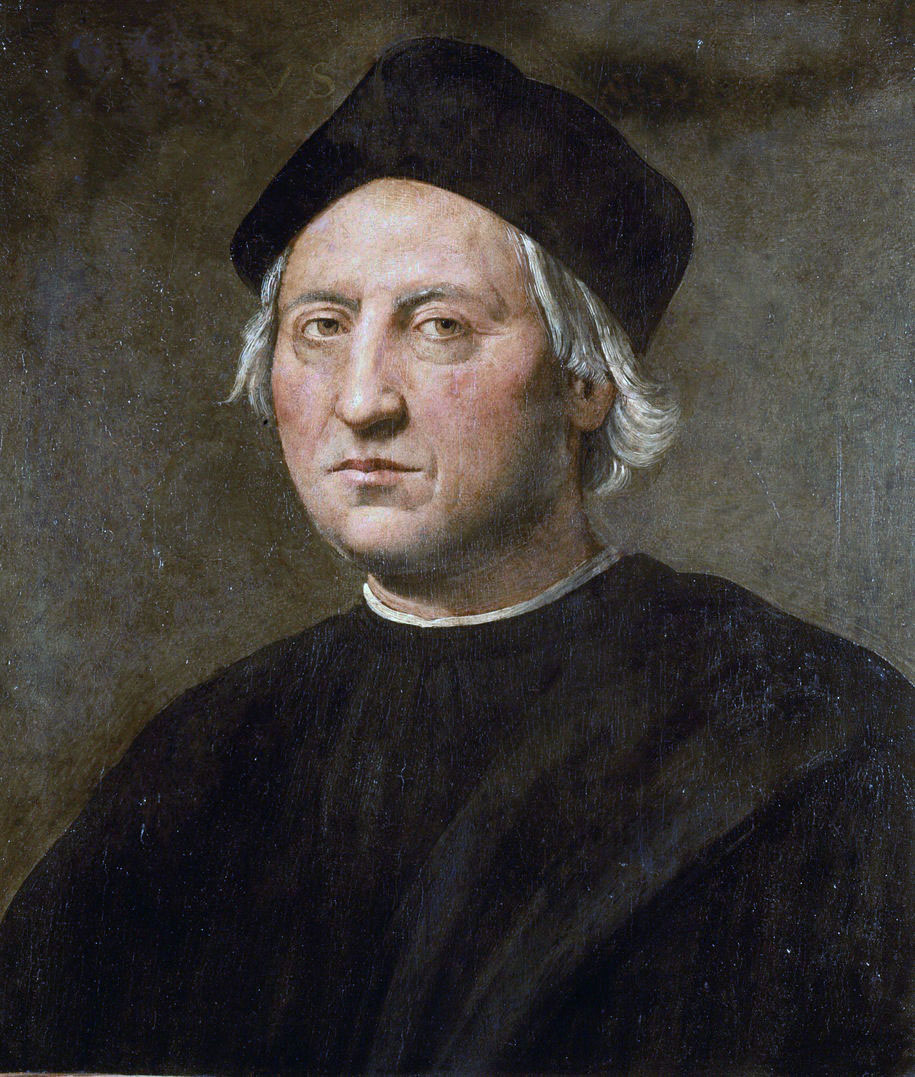
Портрет Христофора Колумба. Около 1520 г. Холст, масло. Морской музей Пельи, Генуя
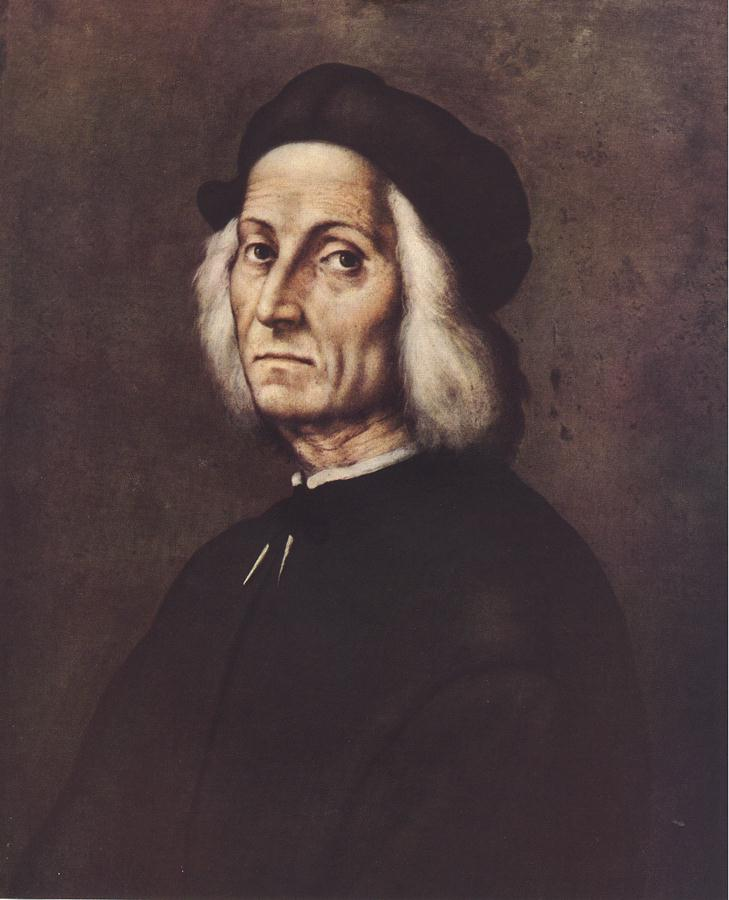
Портрет старика. Холст, масло. Государственный Эрмитаж, Санкт-Петербург
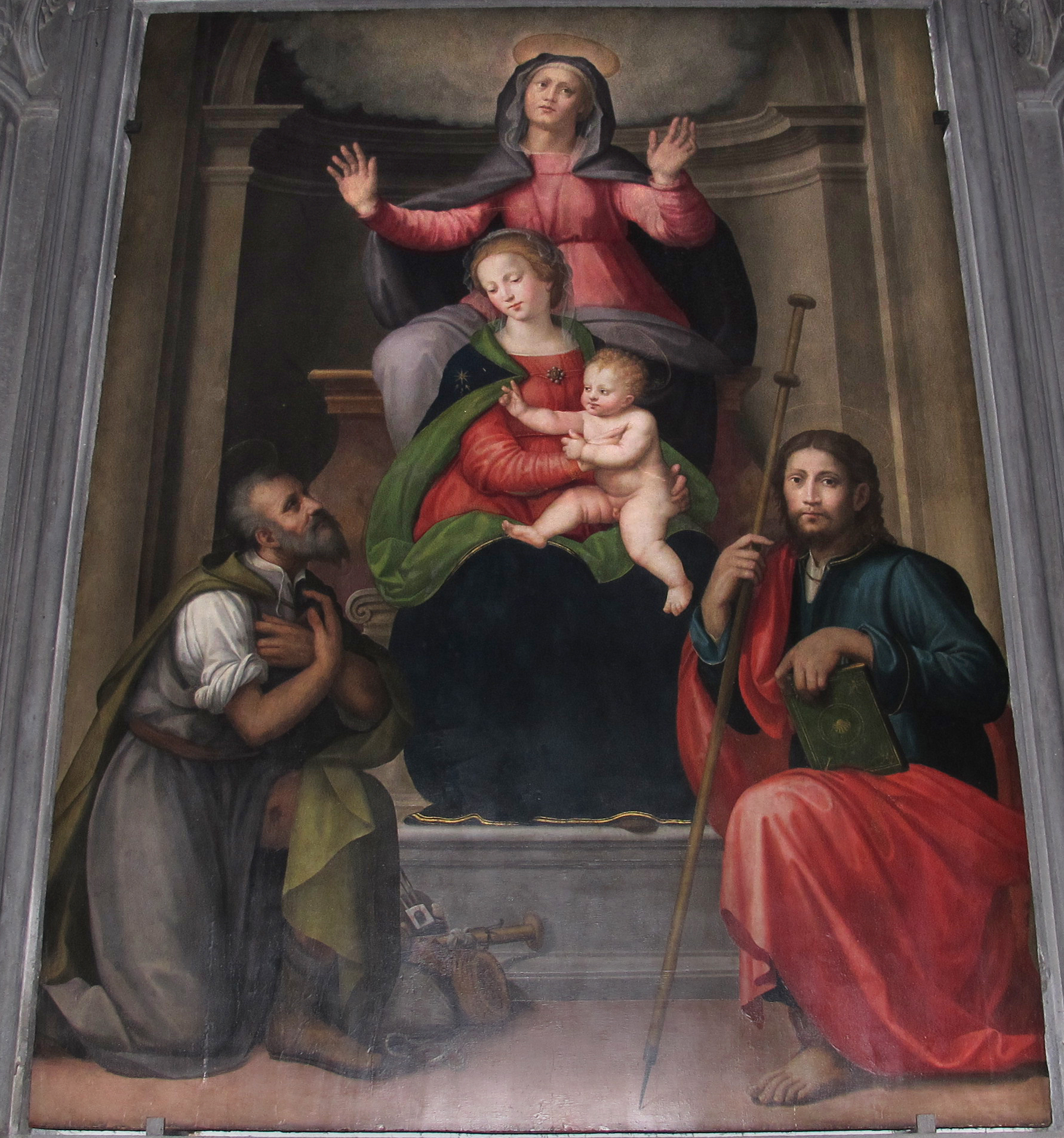
Ридольфо дель Гирландайо и Микеле Тозини. Мадонна с Младенцем, Святой Анной и святыми. Ок. 1530 г. Дерево, масло. Церковь Санто-Спирито, Прато
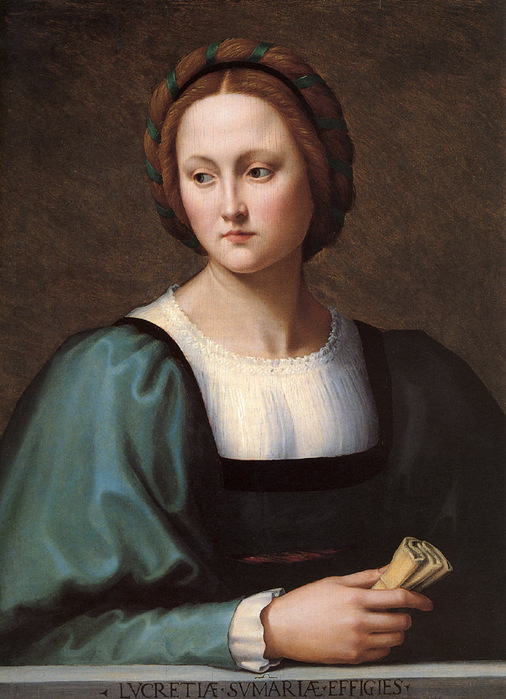
Лукреция Соммариа. 1530—1532. Холст, масло. Национальная галерея искусства, Вашингтон
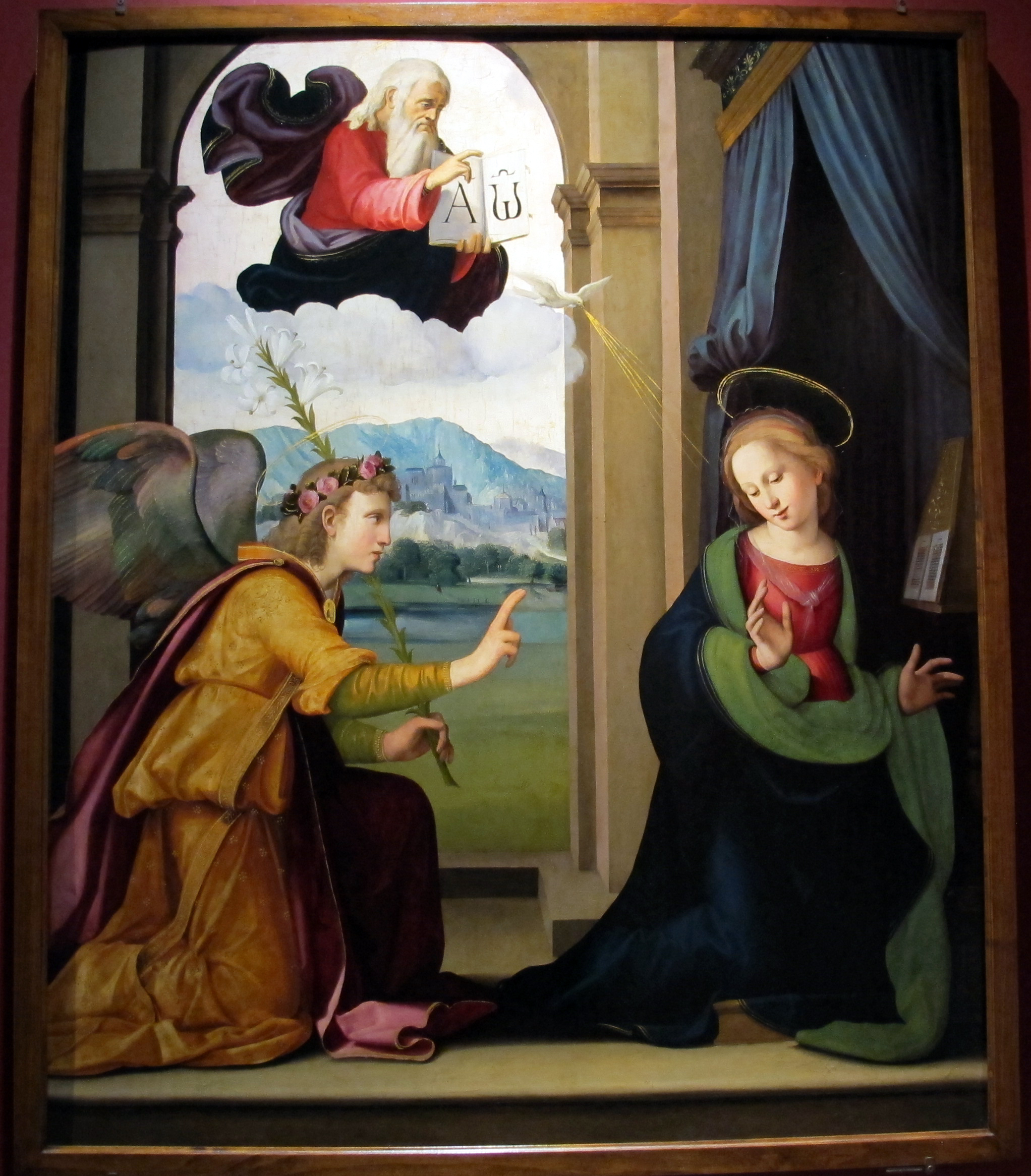
Благовещение Марии. Около 1515 г. Дерево, масло. Церковь Сан-Пьетро, Пьеве (Корсика)
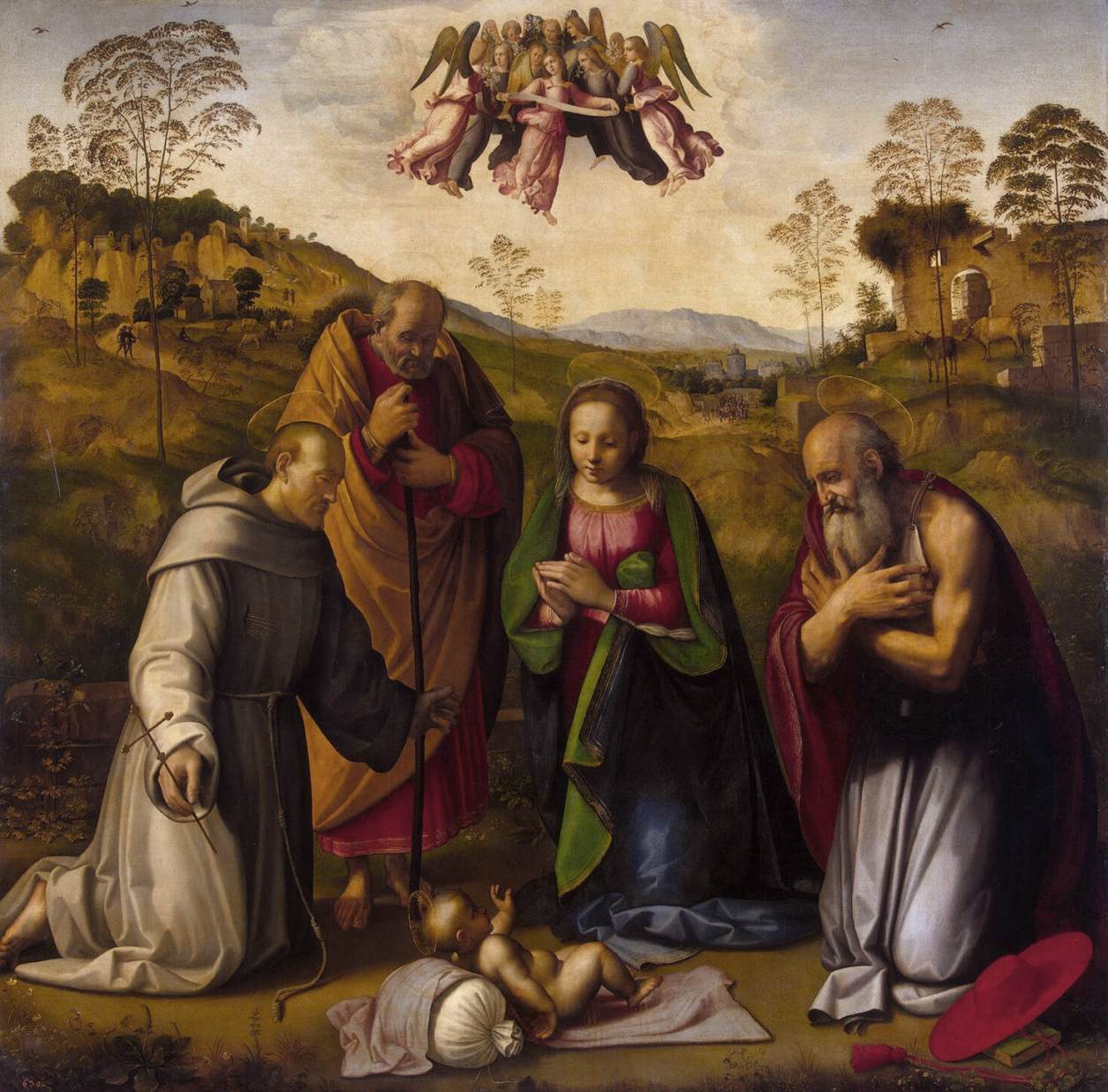
Поклонение младенцу Христу со святыми Франциском и Иеронимом. 1513. Холст, темпера, масло. Государственный Эрмитаж, Санкт-Петербург